# Juan Godayol Colom
Juan Godayol Colom (ur. 4 września 1943 w Mataró) – hiszpański duchowny rzymskokatolicki posługujący w Peru, w latach 1992-2006 prałat terytorialny Ayaviri.

## Życiorys
Święcenia kapłańskie przyjął 13 sierpnia 1972. 4 grudnia 1991 został mianowany prałatem terytorialnym Ayaviri. Sakrę biskupią otrzymał 4 stycznia 1992. 18 lutego 2006 zrezygnował z urzędu.